# Amphoe Mueang Mae Hong Son
Amphoe Mueang Mae Hong Son (thaï : แม่ลาน้อย) est un amphoe de la province de Mae Hong Son, dans le nord de la Thaïlande

## Points d'intérêt

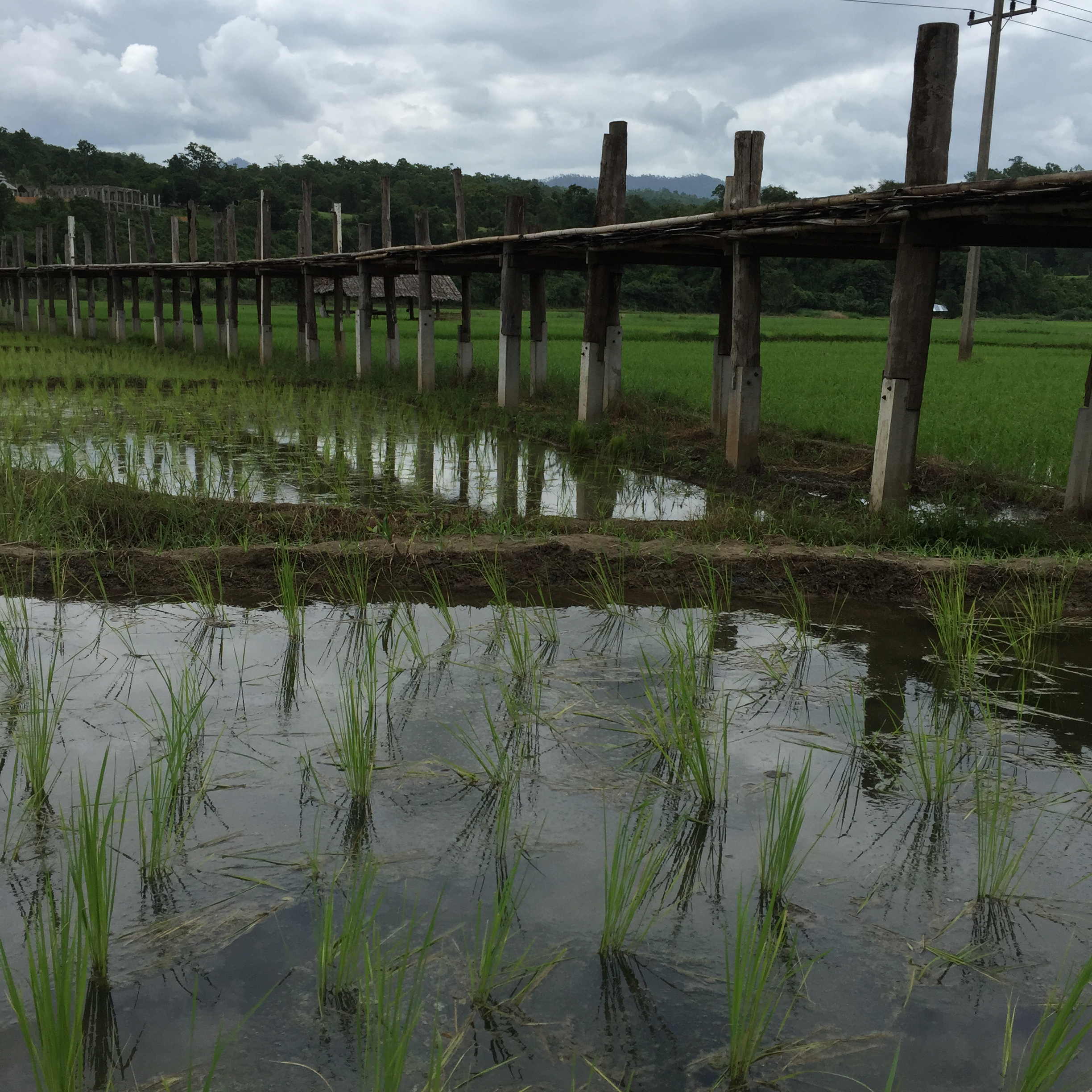
Pang Mu
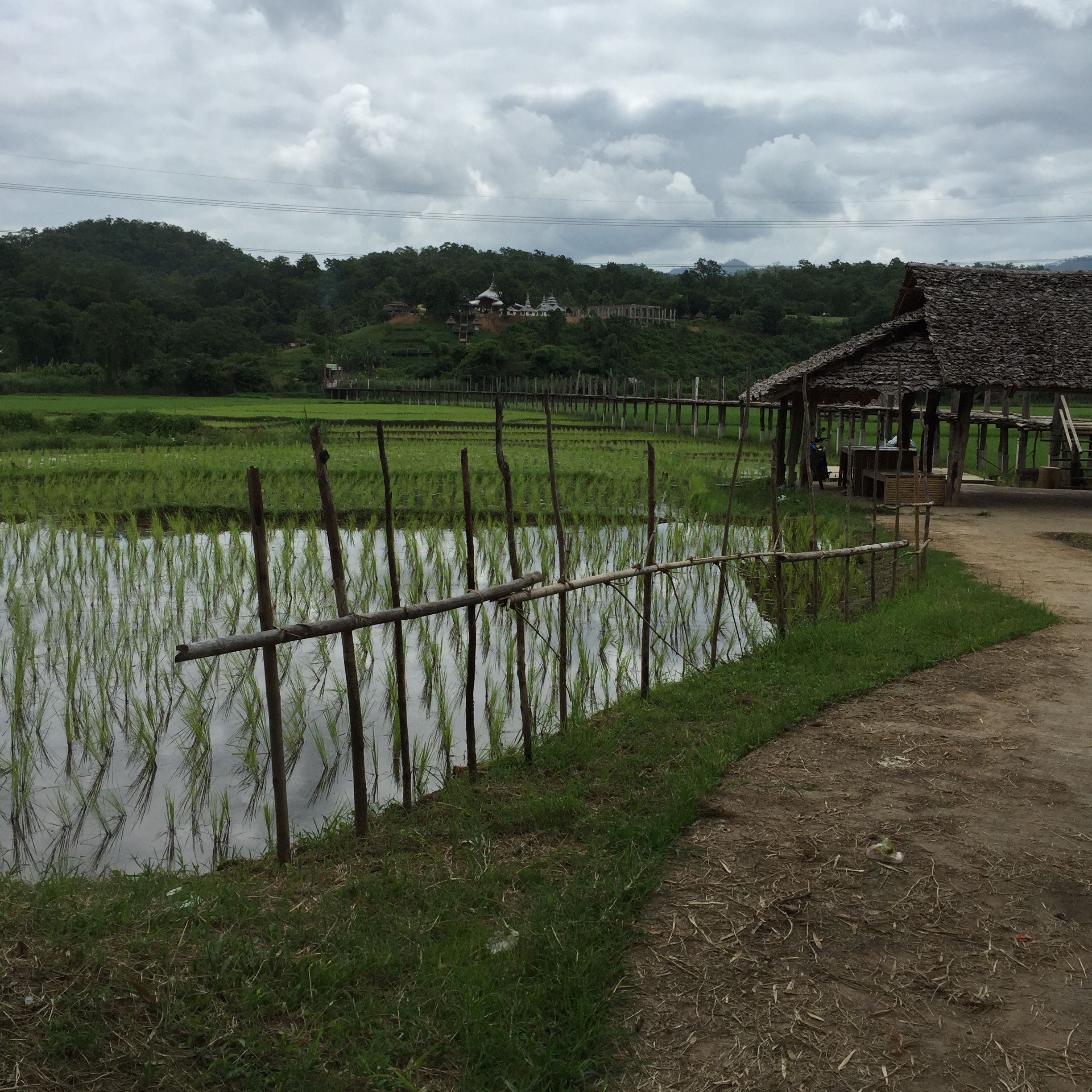
Pang Mu
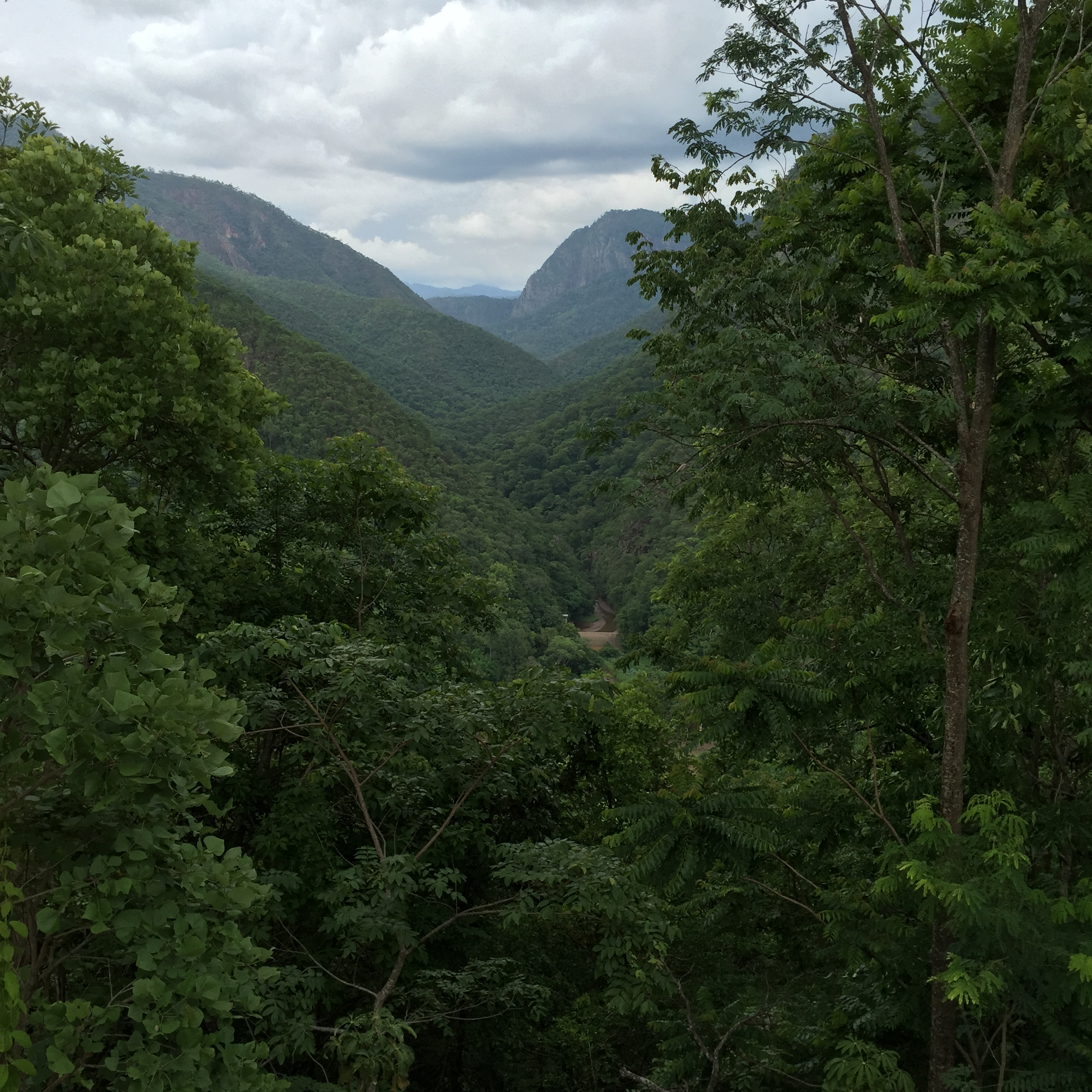
Pha Bong
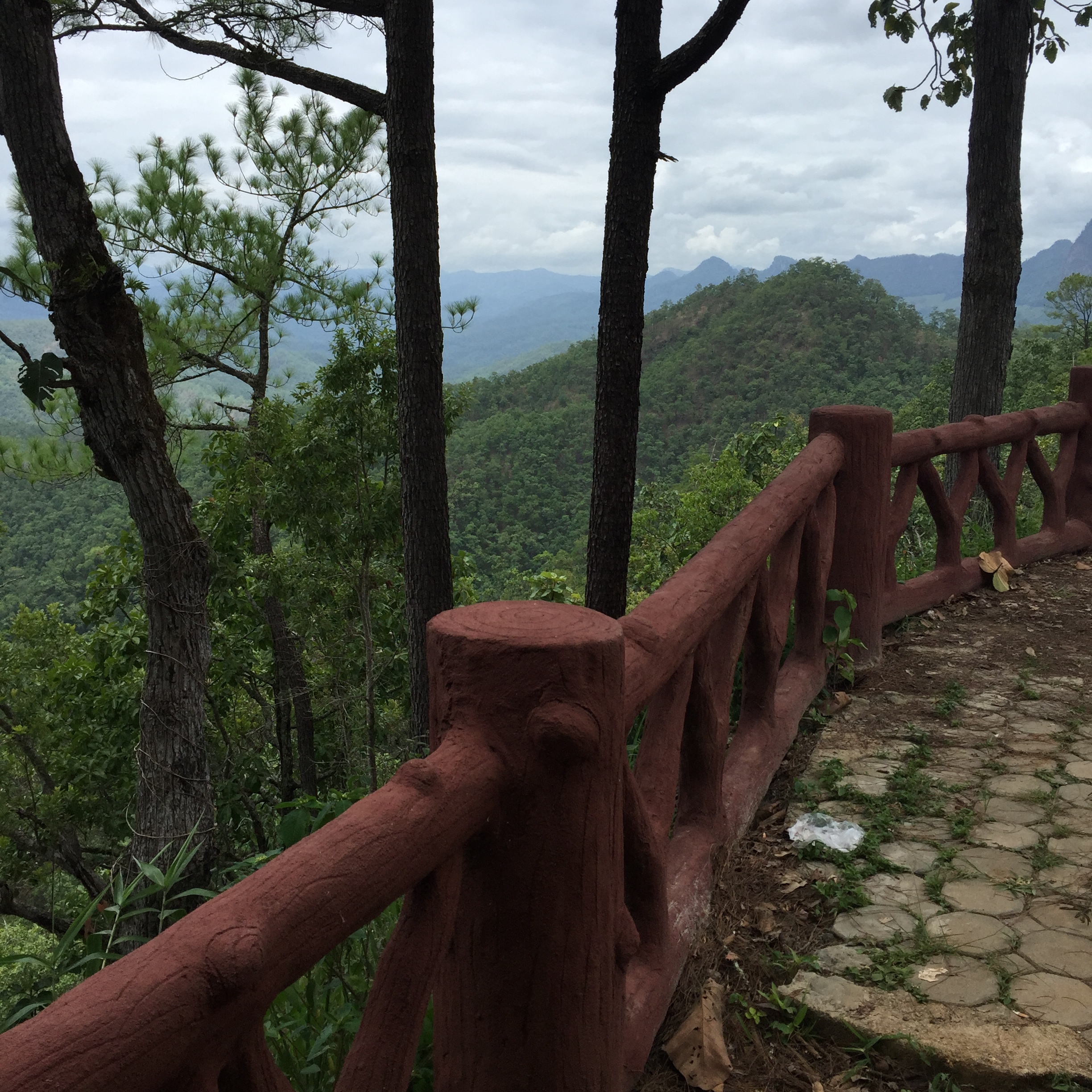
Huai Pu Ling
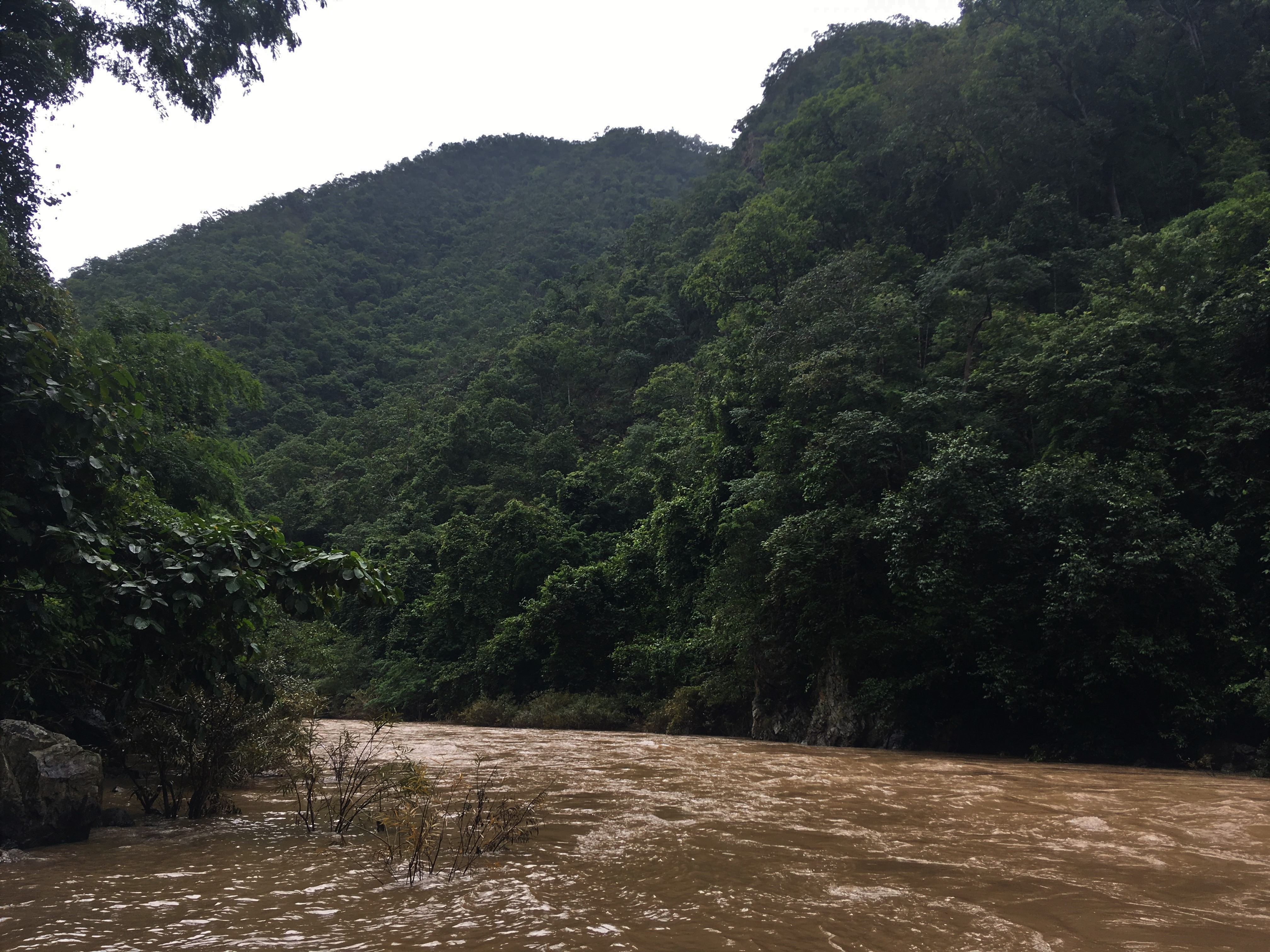
La Pai

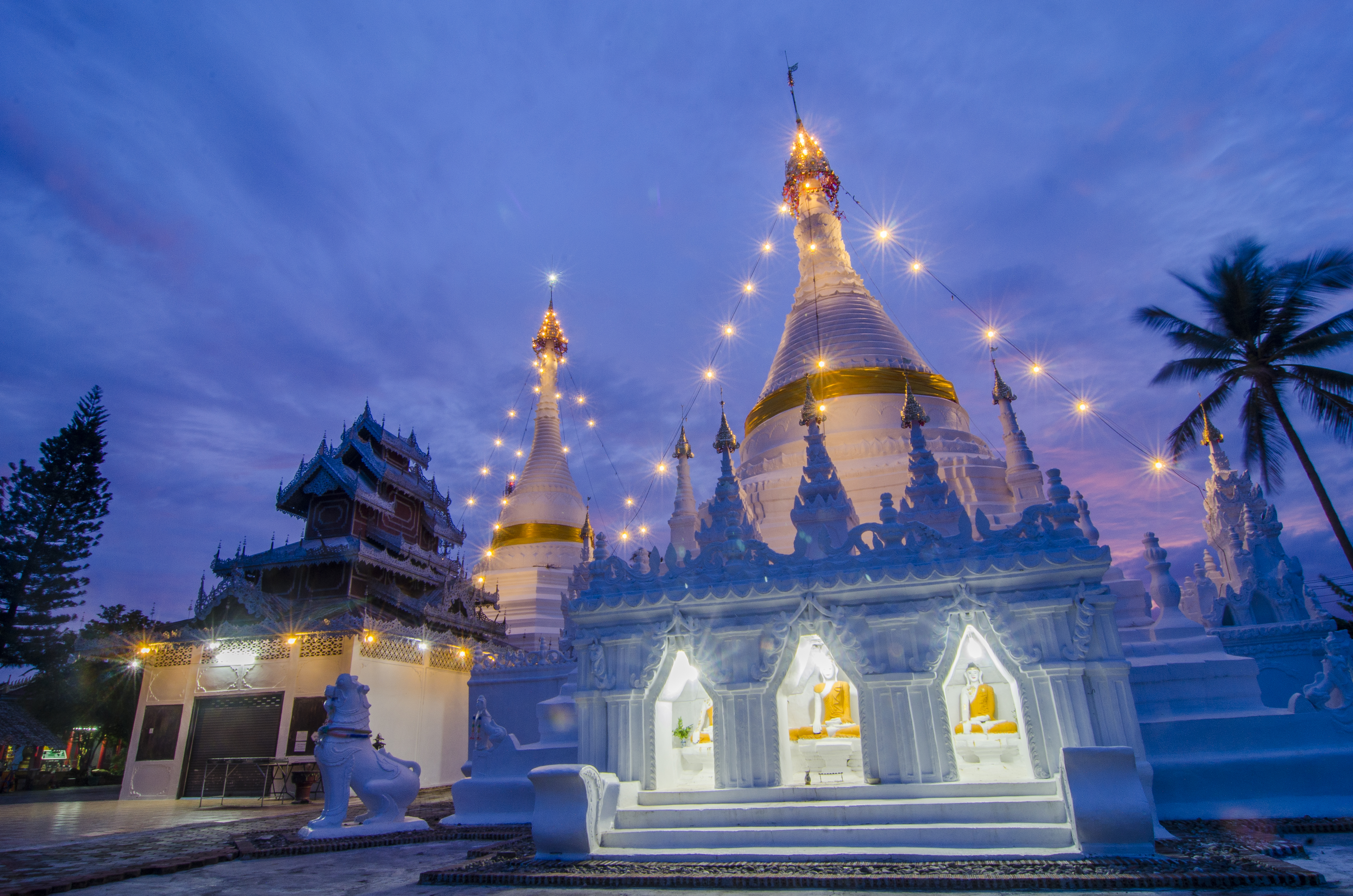
Le Wat Phrathat Doi Kong Mu (en)
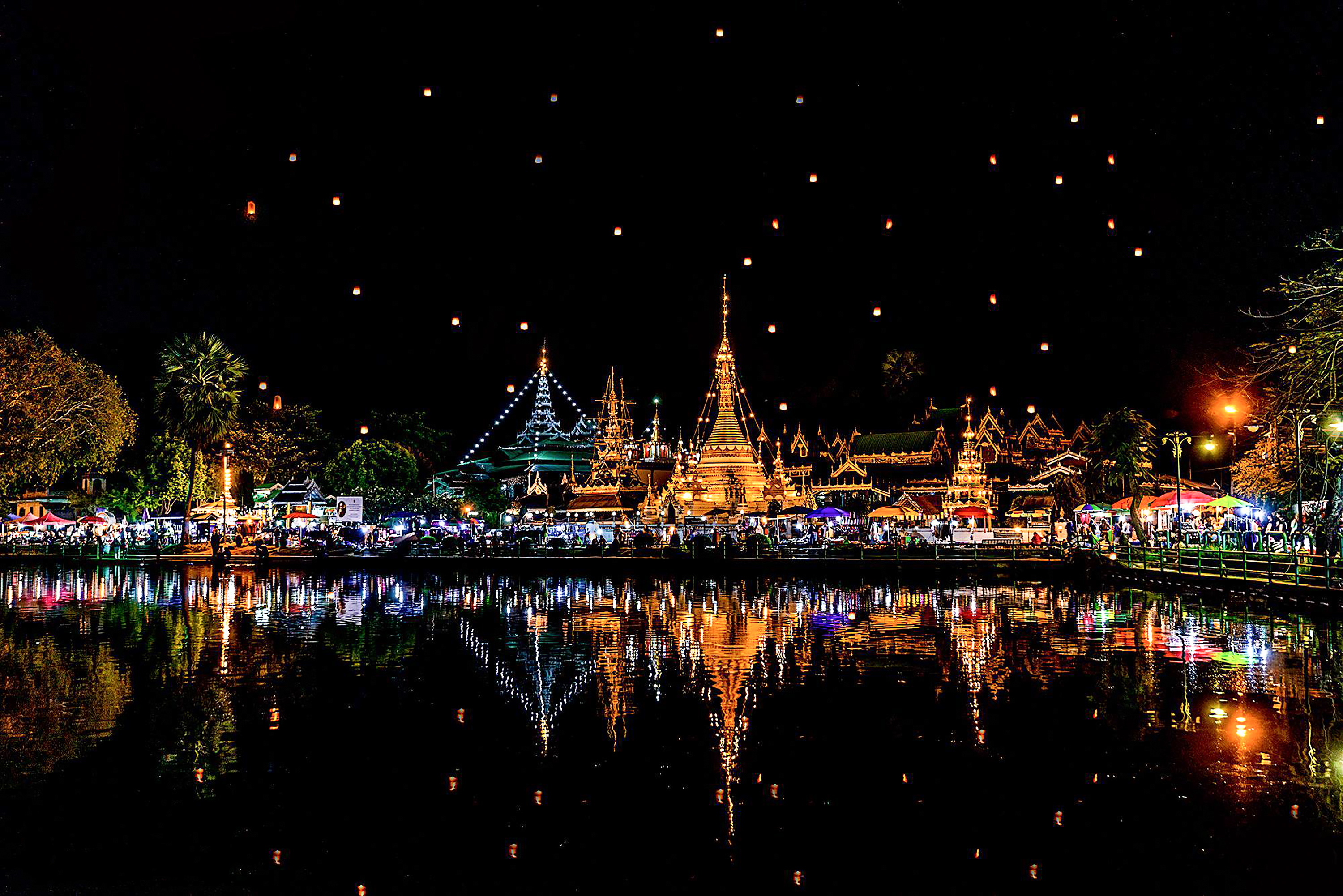
Le Wat Chong Klang